# S'habiller pour le carnaval
S'habiller pour le carnaval (en anglais, Dressing for The Carnival) est un tableau réalisé en 1877 par le peintre américain Winslow Homer qui y représente des Afro-Américains, et dans laquelle il évite volontairement les stéréotypes dont l’image collective avait été abondamment utilisée pendant la période de la Reconstruction après la guerre de Sécession.